# Chiesa di Sant'Agostino (Macao)
La chiesa di Sant'Agostino appartenne ai frati agostiniani e venne edificata tra il 1586 e il 1591 e si trova a Sé, nella città di Macao. Dal 2005 è parte del complesso di edifici storici appartenenti al centro storico di Macao iscritto nella lista dei beni patrimonio dell'umanità dell'UNESCO.
Così come il convento adiacente, la chiesa era originariamente stata costruita in legno e paglia, per questo non resisteva al clima umido di Macao e al vento. I frati erano quindi abituati a riparare i danni con le foglie di palma che, viste da lontano, ricordavano alla popolazione cinese la barba di un drago. La chiesa venne chiamata anche “Long Song Miu”, ovvero "tempio del Drago Barbuto". L'attuale edificio in pietra venne eretto nel 1814, mentre la configurazione attuale è da far risalire al 1874.
L'altare maggiore è decorato con una statua di Gesù nell'atto del trasporto della croce e da essa nasce la tradizione della processione pasquale della via crucis. Infatti una leggenda popolare vuole che la statua, trasportata dalle autorità religiose nella cattedrale di Sé, sia tornata, di notte, al suo posto nella chiesa di sant'Agostino.

## Storia
Inizialmente la chiesa venne dedicata alla Madonna delle Grazie dai padri agostiniani e fu la prima chiesa della città a tenere il servizio liturgico in lingua inglese.
Nel 1834, in seguito all'espulsione di tutti gli ordini religiosi dai territori dell'Impero portoghese, la chiesa venne confiscata dal governo della città di Macao e adibita a quartier militare e ospedale. Nel 1873, con il concludersi della politica anti clericale portoghese, la chiesa venne restituita ad un ordine religioso che tuttora la gestisce come edificio religioso.